# Töv (tỉnh)
Töv (tiếng Mông Cổ: Төв, phát âm tiếng Mông Cổ: [tʰөw̜], nghĩa là. "trung tâm") là một trong 21 aimag (tỉnh) của Mông Cổ. Thủ đô Ulaanbaatar nằm ở gần trung tâm của tỉnh song là một thực thể hành chính độc lập.

## Địa lý
Töv bao gồm phần phía tây của dãy núi Khentii, các dãy núi bao qunh thủ đô, cũng như các thảo nguyên lượn sóng tại phía nam và tây.
Nguồn nước chính trong tỉnh là sông Tuul, chảy qua thủ đô Ulaanbaatar và sau đó đổ vào sông Orkhon.

## Dân cư
Tỉnh Töv có dân cư chủ yếu là phân nhóm Mông Cổ Khalka, nhóm thiểu số chính là người Kazakh đã suy giảm về số lượng do làn sóng di cư ồ ạt về Kazakhstan sau thập niên 1990, các nhóm thiểu số khác cũng phát triển thông qua việc di dân.
| Thành phần dân cư Töv (tự nhận) thống kê 1989, 2000 | Thành phần dân cư Töv (tự nhận) thống kê 1989, 2000 | Thành phần dân cư Töv (tự nhận) thống kê 1989, 2000 | Thành phần dân cư Töv (tự nhận) thống kê 1989, 2000 | Thành phần dân cư Töv (tự nhận) thống kê 1989, 2000 |
| Nhóm                                                | Dân số Điều tra 1989                                | Phần trăm Điều tra 1989                             | Dân số Điều tra 2000                                | Phần trăm Điều tra 2000                             |
| --------------------------------------------------- | --------------------------------------------------- | --------------------------------------------------- | --------------------------------------------------- | --------------------------------------------------- |
| Khalka                                              | 94.773                                              | 94,6%                                               | 93.604                                              | 94,2%                                               |
| Kazakh                                              | 2.167                                               | 2,2%                                                | 1.065                                               | 1,1%                                                |
| Buryat                                              | 590                                                 | 0,6%                                                | 856                                                 | 0,9%                                                |
| Do'rbet                                             | 727                                                 | 0,7%                                                | 770                                                 | 0,8%                                                |
| Bayid                                               | 317                                                 | 0,3%                                                | 745                                                 | 0,8%                                                |
| Uriankhai                                           | 420                                                 | 0,4%                                                | 524                                                 | 0,5%                                                |
| Tuvan                                               | 269                                                 | 0,23%                                               | 500                                                 | 0,5%                                                |
| Zakhchin                                            | 160                                                 | 0,2%                                                | 202                                                 | 0,2%                                                |
| Dzungar                                             | 61                                                  | 0,1%                                                | 171                                                 | 0,2%                                                |
| Khác                                                | 420                                                 | 0,4%                                                | 614                                                 | 0,6%                                                |
| Người nước ngoài                                    | 179                                                 | 0,2%                                                | 217                                                 | 0,2%                                                |
| Tổng                                                | 100.088                                             | 100%                                                | 99.266                                              | 100%                                                |

## Giao thông
Nút giao thông chính của tỉnh là thủ đô Ulan Bator. Thành phố này có ga lớn nhất trên tuyến đường sắt Xuyên Mông Cổ và có sân bay quốc tế Thành Cát Tư Hãn.
Cũng có một sân bay nhỏ có đường băng chưa được trải nhựa tại tỉnh lị Zuunmod.

## Văn hóa
Tu viện Manzushir nằm gần tỉnh lị Zuunmod thuộc công viên quốc gia núi Bogd Khan. Tu viện này được hình thành từ năm 1733 và bao gồm 20 đền chùa cùng 300 vị sư thầy. Hầu hết tu viện đã bị những người cộng sản phá hủy, chỉ còn lại một ngôi chùa cuối cùng và đã được phục hồi sau khi Mông Cổ tiến hành dân chủ hóa từ thập niên 1990 và nay bao gồm một bảo tàng nhỏ.

## Công viên quốc gia
Công viên quốc gia Gorkhi-Terelj được thành lập vào năm 1993. Công viên nằm trên nhiều phần diện tích của dãy núi Khentii. Công viên này được nhiều người biết đến với những khối đá có hình thù kỳ lạ, đẹp mắt, bao gồm một khối đá trông giống một con rùa khổng lồ khi nhìn từ bên phải. Phong cảnh chủ yếu là các ngọn núi cao, với các rừng thông rụng lá và thông, các dòng suối lấp lánh, và có nhiều loại động thực vật đa dạng.
Tại công viên quốc gia Khustain Nuruu, cách thủ đô Ulaanbaatar 120 km về phía tây nam, vẫn còn loài ngựa hoang dã nguyên thủy, Takhi của Mông Cổ (ngựa Przewalski), chúng đã bắt đầu được thuần hóa vào năm 1993. Kế hoạch này khá thành công, và trở thành một điểm thu hút các nhà khoa học lẫn du khách.
Khu bảo tồn thiên nhiên Gun-Galuut được thành lập từ năm 2003 để bảo tồn môi trường sinh sống của các loài động vật hoang dã. các loài trong sách đỏ của IUCN bao gồm - sếu chấm trắng, sếu đầu trắng, sếu Siberi, nhạn đỏ và cừu núi Argali-Wild cùng nhiều loài động vật quý hiếm khác trong sách đỏ quốc gia của Mông Cổ.
Bởi được coi là nơi thần thánh, Núi Bogd Khan ở phía nam Ulaanbaatar đã trở thành một khu vực bảo tồn từ năm 1778. Dưới thời cộng sản, nơi đây là một công viên quốc gia. Việc này đã chấm dứt việc mở rộng thủ đô xuống phía nam.

## Hành chính

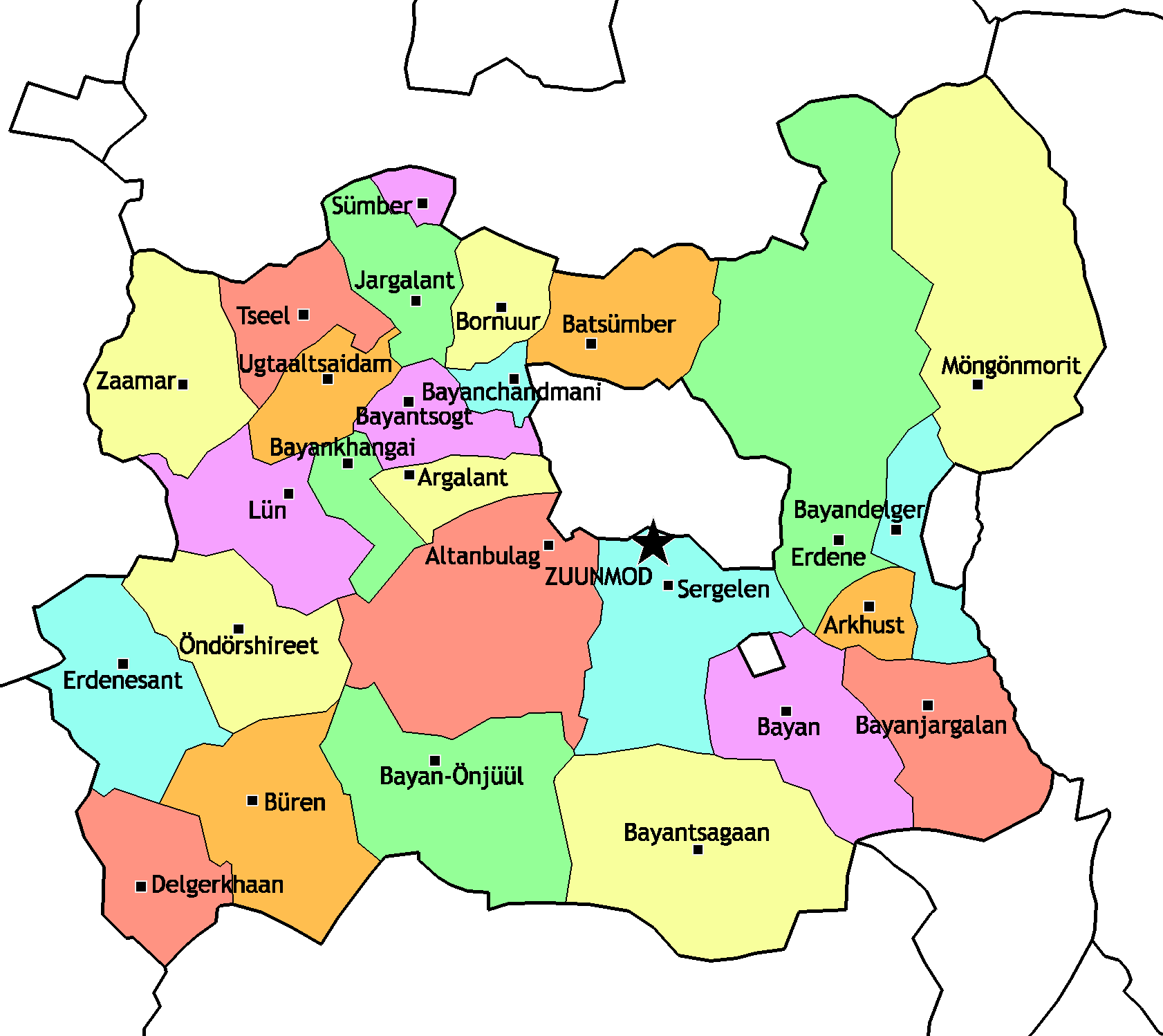
Các sum của Töv

| Sum            | Tiếng Mông Cổ | Dân số 1980 | Dân số 1986 | Dân số 1992 | Dân số 1998 | Dân số 2005 | Dân số 2007 | Dân số 2007   |
| Sum            | Tiếng Mông Cổ | Dân số 1980 | Dân số 1986 | Dân số 1992 | Dân số 1998 | Dân số 2005 | Tổng        | trung tâm sum |
| -------------- | ------------- | ----------- | ----------- | ----------- | ----------- | ----------- | ----------- | ------------- |
| Altanbulag     | Алтанбулаг    | 2.701       | 2.857       | 3.357       | 3.622       | 3.104       | 3.079       | 1.427         |
| Argalant       | Аргалант      | 1.530       | 1.941       | 2.689       | 2.505       | 1.892       | 1.955       | 916           |
| Arkhust        | Архуст        | 1.431       | 2.006       | 2.260       | 2.086       | 1.671       | 1.371       | 516           |
| Batsümber      | Батсүмбэр     | 5.390       | 5.810       | 6.505       | 6.786       | 6.358       | 6.525       | 2.325         |
| Bayan          | Баян          | 2.847       | 3.385       | 2.903       | 2.575       | 2.062       | 2.093       | 1.166         |
| Bayan-Önjüül   | Баян-Өнжүүл   | 2.759       | 2.621       | 2.918       | 2.817       | 2.538       | 2.560       | 579           |
| Bayanchandmani | Баянчандмань  | 3.244       | 4.059       | 4.769       | 3.641       | 3.268       | 3.322       | 1.311         |
| Bayandelger    | Баяндэлгэр    | 2.506       | 2.600       | 2.655       | 2.203       | 1.226       | 1.165       | 580           |
| Bayanjargalan  | Баянжаргалан  | 1.377       | 1.302       | 1.718       | 1.788       | 1.583       | 1.623       | 609           |
| Bayanhangai    | Баянхангай    | 1.357       | 2.062       | 2.270       | 1.693       | 1.498       | 1.401       | 746           |
| Bayantsagaan   | Баянцагаан    | 2.128       | 2.236       | 2.683       | 2.737       | 2.369       | 2.173       | 988           |
| Bayantsogt     | Баянцогт      | 3.505       | 3.575       | 3.987       | 3.406       | 1.890       | 2.020       | 958           |
| Bornuur        | Борнуур       | 3.816       | 4.031       | 5.145       | 4.454       | 4.372       | 4.693       | 3.233         |
| Büren          | Бүрэн         | 2.714       | 2.718       | 3.452       | 3.624       | 3.303       | 3.209       | 614           |
| Delgerhaan     | Дэлгэрхаан    | 2.006       | 1.867       | 2.294       | 2.499       | 2.033       | 2.016       | 635           |
| Erdene         | Эрдэнэ        | 4.523       | 4.365       | 4.067       | 3.485       | 3.424       | 3.607       | 1.398         |
| Erdenesant     | Эрдэнэсант    | 3.472       | 4.735       | 5.757       | 5.855       | 5.011       | 5.010       | 1.893         |
| Jargalant      | Жаргалант     | 4.218       | 4.941       | 6.038       | 5.975       | 5.798       | 5.781       | 2.156         |
| Lün            | Лүн           | 2.644       | 2.400       | 3.245       | 3.151       | 2.595       | 2.515       | 1.302         |
| Möngönmorit    | Мөнгөнморьт   | 2.091       | 2.099       | 2.363       | 2.197       | 1.923       | 1.902       | 908           |
| Öndörshireet   | Өндөрширээт   | 2.111       | 2.112       | 2.471       | 2.525       | 1.927       | 2.006       | 582           |
| Sergelen       | Сэргэлэн      | 2.490       | 2.280       | 2.831       | 2.422       | 1.855       | 1.884       | 199           |
| Sümber         | Сүмбэр        | 1.133       | 1.608       | 2.265       | 2.210       | 1.637       | 1.646       | 690           |
| Tseel          | Цээл          | 2.318       | 2.728       | 3.605       | 3.988       | 2.513       | 2.352       | 1.568         |
| Ugtaal         | Угтаал        | 3.366       | 4.003       | 5.007       | 4.139       | 2.397       | 2.274       | 1.413         |
| Zaamar         | Заамар        | 2.354       | 3.030       | 4.002       | 5.645       | 5.721       | 5.816       | 1.494         |
| Zuunmod        | Зуунмод       | 9.649       | 12.739      | 20.285      | 16.037      | 14.600      | 14.830      | 14.568        |